# حمید توکل
حمید توکل (متولد ۲۵ دی ۱۳۱۲ در درگز) کشتی گیر بازنشسته ایرانی است که در مسابقات جهانی ۱۹۶۱ در یوکوهاما ژاپن مدال برنز کسب کرد.
توکل در رشته ادبیات فرانسه از دانشگاه تهران فارغ التحصیل شد و می تواند به زبان های فرانسوی ، انگلیسی و ترکی ارتباط برقرار کند. پس از بازنشستگی از مسابقات ، او به عنوان مدیر ورزشی فعالیت داشت. وی متاهل و دارای چهار فرزند است. او در مشهد زندگی می کند.